# Astérios de Pétra
Pour les articles homonymes, voir Astérios et Petra.
 (février 2015).
Si vous disposez d'ouvrages ou d'articles de référence ou si vous connaissez des sites web de qualité traitant du thème abordé ici, merci de compléter l'article en donnant les références utiles à sa vérifiabilité et en les liant à la section « Notes et références ».
Astérios de Pétra était un converti de l'arianisme, qui devint plus tard évêque de Pétra. Au Concile de Sardique, en 347, il est le premier à dénoncer l'arianisme comme une hérésie. Ceci mena à son exil en Libye, sur ordre de l'Empereur Constantin II.  
En 362, il fut rétabli dans ses fonctions d'évêque de Pétra, par l'empereur Julien. Astérios assista au Concile d'Alexandrie qui le choisit comme délégué pour écrire une lettre à l’Église d'Antioche, où il a fourni un rapport sur les procédures du Concile destiné aux dirigeants de l’Église d'Antioche. 
Il est mort à Pétra en 365.